# Рудський Іван Романович
Іва́н Рома́нович Рудськи́й, більш відомий під псевдонімом EeOneGuy (укр. Іванґай нар. 19 січня 1996, Га́ннівка, Дніпропетровська область) — відеоблогер-мільйонник з України. З 2014 року є одним із найпопулярніших відеоблогерів рунету. З 2019 випускає музику в жанрі EDM під псевдонімом AWEN (раніше — IVAN).

## Життєпис
Народився 19 січня 1996 року в селі Ганнівка Дніпропетровської області. Має сестер Дар'ю та Софію.
Навчався в гімназії № 127 Кривого Рогу, де був відмінником. Навчався у Дніпровському національному університеті імені Олеся Гончара на факультеті прикладної математики, але, кинувши навчання, переїхав до Москви.
Став відомим завдяки блогу на ютуб-каналі під назвою EeOneGuy, зареєстрованому 19 березня 2013 року. У квітні 2016 року обійшов іншого російського блогера Максіма Голополосова, ведучого шоу «+100500», посівши перше місце за кількістю підписників у російському сегменті YouTube.
У 2017 році вступив на бакалаврат на факультет електроніки та інформаційних технологій Варшавського політехнічного університету (в англомовну групу).
Протягом усього 2020 року Рудський і його друг Євген розробляли і випустили три мобільні гри — «One Guy Run», «Bottle Blast!» і «EeOneGuy Blogger Simulator»[джерело?].

## Популярність
Став популярним на початку 2014 року. За його словами, до того він мав набагато менше переглядів і його друг, один з досить популярних летсплейщиків російського YouTube — MrLololoshka, вирішив йому допомогти. Завдяки чому Іван став популярним серед гравців Minecraft. Потім товариш додав його в розділ «Цікаві канали» і назвав його братом.
Неодноразово у блогах висловлювалася думка, що Іванґай багато в чому схожий на найпопулярнішого відеоблогера — шведського геймера і летсплейщика з ніком PewDiePie.

## Канал
19 березня 2013-го Іван створив свій канал на YouTube. Перше відео, яке він випустив, мало назву «Другой взгляд на Майнкрафт» (укр. Інший погляд на Майнкрафт)[джерело?].
У травні 2016 журнал «Коммерсантъ Деньги» оцінив річний прибуток Рудського від реклами у 300 тисяч доларів.
2019 року після тривалої відсутності, випустив сингл під назвою My Heart. На YouTube за добу пісня набрала близько 5 мільйонів переглядів, більш як 850 тисяч лайків і 300 тисяч коментарів.

## Політичні погляди
За власними словами, Іван має ліберальні політичні погляди. У 2013—2014 роках, під час російського вторгнення, він додавав собі у VK дописи та фото на підтримку України. Згодом більшість цих дописів були видалені.
У березні 2021 року в інтерв'ю Юрію Дудю Рудський заявив, що йому декілька разів «пропонували російський паспорт», від якого він відмовився, після чого неодноразово помічав цікавість із боку представників російських правоохоронних органів. За словами Рудського, таким чином його намагалися залякати, тож, він вирішив повернутись в Україну.
2 травня 2021 року блогер заявив, що в інтерв'ю російському блогеру Юрію Дудю, той вирізав із відео «головний меседж». За словами Рудського, його бабуся була жертвою Голодомору, а дідусь — репресій НКВС. До того Іван пояснив, що «РФ віджала в України їхні території ціною тисячі життів…».
В лютому 2022 року розкритикував Росію за інформаційну війну з Україною і виступив проти російського вторгнення в Україну.

## Фільмографія
| Рік  | Фільм            | Роль        |
| ---- | ---------------- | ----------- |
| 2016 | Зламати блогерів | в ролі себе |

## Дискографія

### IVAN

#### Сингли
| Назва      | Рік  | Альбом              |
| ---------- | ---- | ------------------- |
| «My Heart» | 2019 | Позаальбомний сингл |

### AWEN

#### Мініальбом
| Назва | Рік  |
| ----- | ---- |
| Sugar | 2020 |

#### Сингли
| Назва        | Рік  |
| ------------ | ---- |
| «Aerobatics» | 2020 |
| «Gravity»    | 2020 |

### Музичні кліпи
| Год  | Назва          |
| ---- | -------------- |
| 2014 | Пісня задрота  |
| 2015 | #ДЕЛАЙПОСВОЕМУ |
| 2016 | Хаю-Хай        |
| 2016 | ЛИМОНИ         |
| 2016 | 5 ХВИЛИН ТОМУ  |
| 2017 | One Guy        |
| 2021 | Демон          |